# L'Épine (Vandea)
L'Épine è un comune francese di 1 781 abitanti situato nel dipartimento della Vandea nella regione dei Paesi della Loira.

## Società

### Evoluzione demografica
Abitanti censiti